# توينيخي
بلدية توينيخي (بالإسبانية: Tuineje) هي بلدية تقع في مقاطعة لاس بالماس التابعة لمنطقة جزر الكناري جنوب غرب إسبانيا.

## الديموغرافيا
بلغ عدد سكان بلدية توينيخي 13.451 نسمة عام 2011 (وفقاً للمعهد الوطني للإحصاء الإسباني).
| 7.544 | 9.130 | 11.016 | 12.517 | 13.124 | 13.632 | 13.451 |